# El legado de Europa
El legado de Europa (en alemán Europäisches Erbe) es una recopilación de escritos del autor austriaco Stefan Zweig dedicados a diversos artistas que contribuyeron a la creación y consolidación de una conciencia común europea, entre los que se cuentan Montaigne, Chateaubriand, Jakob Wassermann, Rilke, Roth, León Bazalgette, Romain Rolland, Gustav Mahler, Walther Rathenau. La obra fue editada en 1960 por su amigo y editor Richard Friedenthal, y abarca escritos que van desde 1911 hasta 1942, año de su muerte.  

## Argumento
Zweig resalta en esta obra los valores europeos (posiblemente idealizando lo mejor de la cultura centroeuropea) de la libertad, el cosmopolitismo, la tolerancia y la humanidad.